# 萨拉坎
萨拉坎（Salakan）是印度尼西亚中苏拉威西省的一个城镇，是邦盖群岛县的县治所在，位于邦盖群岛最大岛珀伦岛中部。2010年统计，萨拉坎所在的蒂纳空区（Kecamatan Tinangkung）共有13,201人。

## 资料来源
1. ↑  Biro Pusat Statistik, Jakarta, 2011.